# アーマンチュウメー
アーマンチュウメーは、琉球王国に伝わっていた神。アマンチュなどともいう。『中山世鑑』などに記される阿摩美久（あまみく）についても類似の伝承がある。

## 伝承
この世界が誕生して間もない頃、天と地は分かれたばかりで、天の高さは現在よりずっと低く、人間が立つことができないほどだった。そこでアーマンチュウメーが固い岩場に立ち、天を押し上げた。その結果、天は現在の高さとなり、人々は地上に立って生活することができるようになった。沖縄県周辺では現在でも、アーマンチュウメーが天を押し上げた際の足跡が岩場に残っているという。

## 関連
- 琉球神道 - 琉球における信仰
- 神・神話